# Campeonato Juvenil de la AFC 1990
El Campeonato Juvenil de la AFC 1990 se llevó a cabo del 3 al 15 de noviembre en Yakarta, Indonesia y contó con la participación de 8 selecciones juveniles de Asia que participaron en una fase previa para clasificar al torneo.
Corea del Sur venció en la final a Corea del Norte para ganar el título por séptima ocasión.

## Participantes
| - Catar - India - Indonesia (anfitrión) - Japón | - Corea del Sur - Corea del Norte - Siria - Baréin |

## Fase de grupos

### Grupo A
| País            | J | G | E | P | GF | GC | GD | PTS |
| --------------- | - | - | - | - | -- | -- | -- | --- |
| Catar           | 3 | 3 | 0 | 0 | 5  | 1  | +4 | 6   |
| Corea del Norte | 3 | 2 | 0 | 1 | 9  | 3  | +6 | 4   |
| India           | 3 | 1 | 0 | 2 | 3  | 7  | -4 | 2   |
| Indonesia       | 3 | 0 | 0 | 3 | 3  | 9  | -6 | 0   |

| Equipo 1        | Resultado | Equipo 2        |
| --------------- | --------- | --------------- |
| India           | 1-4       | Corea del Norte |
| Indonesia       | 1-2       | Qatar           |
| Corea del Norte | 5-1       | Indonesia       |
| Catar           | 2-0       | India           |
| India           | 2-1       | Indonesia       |
| Corea del Norte | 0-1       | Catar           |

### Grupo B
| País          | J | G | E | P | GF | GC | GD | PTS |
| ------------- | - | - | - | - | -- | -- | -- | --- |
| Siria         | 3 | 1 | 2 | 0 | 7  | 3  | +4 | 4   |
| Corea del Sur | 3 | 1 | 2 | 0 | 2  | 1  | +1 | 4   |
| Japón         | 3 | 1 | 1 | 1 | 5  | 4  | +1 | 3   |
| Baréin        | 3 | 0 | 1 | 2 | 1  | 7  | -6 | 1   |

| Equipo 1      | Resultado | Equipo 2      |
| ------------- | --------- | ------------- |
| Baréin        | 0-4       | Siria         |
| Corea del Sur | 1-0       | Japón         |
| Japón         | 3-1       | Baréin        |
| Siria         | 1-1       | Corea del Sur |
| Japón         | 1-1       | Siria         |
| Corea del Sur | 0-0       | Baréin        |

## Fase final

### Semifinales
| Equipo 1      | Resultado | Equipo 2        |
| ------------- | --------- | --------------- |
| Corea del Sur | 1-0       | Catar           |
| Siria         | 1-2       | Corea del Norte |

### Tercer lugar
| Equipo 1 | Resultado | Equipo 2 |
| -------- | --------- | -------- |
| Siria    | 1-0       | Catar    |

### Final
| Equipo 1      | Resultado   | Equipo 2        |
| ------------- | ----------- | --------------- |
| Corea del Sur | 0-0 (4-3 p) | Corea del Norte |

## Campeón
| Campeonato Juvenil de la AFC 1990 |
| --------------------------------- |
| Bandera de Corea del Sur          |
| Corea del Sur 7º Título           |